# Fulcaldea laurifolia
Fulcaldea  es un género monotípico de plantas con flores en la familia de las asteráceas. Su única especie, Fulcaldea laurifolia, es originaria de Sudamérica, donde se encuentra en Ecuador y Perú.

## Taxonomía
Fulcaldea laurifolia fue descrita por (Bonpl.) Poir. y publicado en Encyclopédie Méthodique. Botanique... Supplément 5(2): 575. 1817.
Sinonimia
- Barnadesia laurifolia Kuntze
- Barnadesia laurifolia Hieron.
- Dolichostylis laurifolia (Poir.) Cass.
- Turpinia laurifolia Humb. & Bonpl.
- Turpinia laurifolia Bonpl. basónimo